# Pajala
För andra betydelser, se Pajala (olika betydelser).
Pajala (nordsamiska: Bájil) är en tätort och centralort i Pajala kommun i Norrbottens län. Pajala är även kyrkorten i Pajala socken.

## Historia

### De första nybyggarna
Den förste inbyggaren i Pajala var skogsfinnen Lasse (Pålsson) Pajanen från nuvarande Pyhäjärvi kommun i Norra Österbotten. Han återfinns i skattlängden från 1587. Under åren som följde kom fler skogsfinska nybyggare, bland andra Mickel (Staffansson) Taavonen nämnd från 1592, Per (Pålsson) Karvonen nämnd från 1596, Lars Kinnunen och Henrik Kaartinen nämnda från 1601 och Olof Pennoiön nämnd från 1602.
Lars Levi Læstadius bodde och verkade i Pajala under mitten av 1800-talet. I själva verket var Laestadius residens placerat i Kengis, men under 1869 flyttades Læstadius pörte, grav och Kengis kyrka till Pajala.

### 1900-talet
Under finska vinterkriget bombades Pajala av misstag av sovjetiska bombplan.

## Stadsbild och sevärdheter
- Pajala har ett av världens största solur på 38,33 m i diameter, stående mitt i centrum.
- Læstadiuspörtet i vilket Lars Levi Læstadius bodde med familj till sin död år 1861.
- På samma gårdsplan som Læstadiuspörtet ligger även ett gult bostadshus, som tidigare var Pajala församlings prästgård, nu kallat Kulturum. Læstadiuspörtet och Kulturum inrymmer numera Læstadiusmuseet.
- Pajala kyrka från 1797 som ursprungligen varit uppförd i Kengis.

## Företag på orten
Explore the North med Pinetree Lodge i Särkimukka samt Arctic River Lodge i Tärendö. Artic Road AB, Snells Entreprenad AB, Andor Maskin & Fritid AB, Svetsteknik i Pajala AB, Miljö & Teknik i Kangos AB, MD i Pajala AB (Hotell Smedjan) med flera.
Det kanadensiska företaget Northland Resources bedrev järnmalmsbrytning 2012–2014 i Tapuli-gruvan norr om Pajala. Företaget Kaunis Iron återupptog i juli 2018 gruvdriften.

## Evenemang
Evenemang i Pajala är bland andra Pajala marknad i början av juli, en av Sveriges största marknader, och Römppäviikko i slutet av september.

## Idrott
Orten har idrottsföreningen Pajala IF, som hade ett volleybollag som under säsongen 2000–2001 spelade i elitserien.

## Pajala i litteraturen

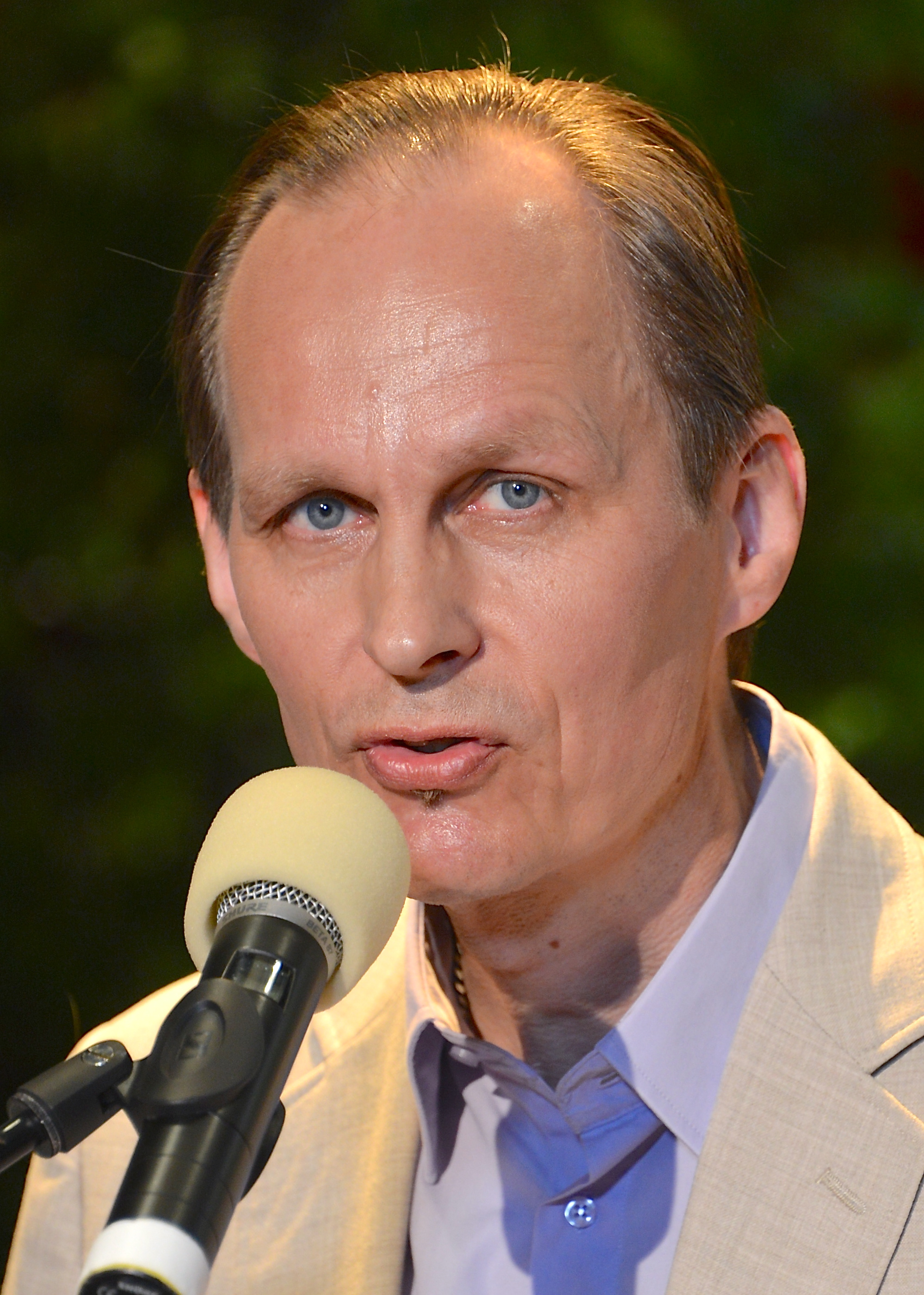
Mikael Niemi 2013.

Handlingen i Mikael Niemis bok Populärmusik från Vittula (2000) utspelas huvudsakligen i Pajala. Vittula, egentligen Vittulajänkkä (Fittmyren), är en folklig benämning på ett villaområde i Pajala.[källa behövs]
En annan skildring från Pajala av samma författare är boken Mannen som dog som en lax (2006). I denna kriminalroman belyser författaren bland annat tornedalsfinskans situation i dagens Pajala.

## Kända personer som är födda/uppvuxna i Pajala (i urval)
Ej medräknat personer som är födda/uppvuxna i Tärendö, som också tillhör Pajala kommun.
- Andreas Alm, fotbollstränare samt före detta fotbollsspelare
- Börje Andersson-Junkka, fotbollstränare och idrottsprofil
- Ester Cullblom, författare
- Simone Edefall, fotbollsspelare
- Lotta Engberg, programledare och sångerska
- Birger Lahti, politiker (V)
- Mikael Niemi, författare
- Ingela Nylund Watz, politiker (S)
- Bengt Pohjanen, författare och ortodox präst
- Barbro Tano, före detta längdskidåkare
- August Tornberg, ishockeyspelare
- Johan Tornberg, expertkommentator samt före detta ishockeyspelare och ishockeytränare
- Doris Uusitalo, fotbollsspelare

### Befolkningsutveckling

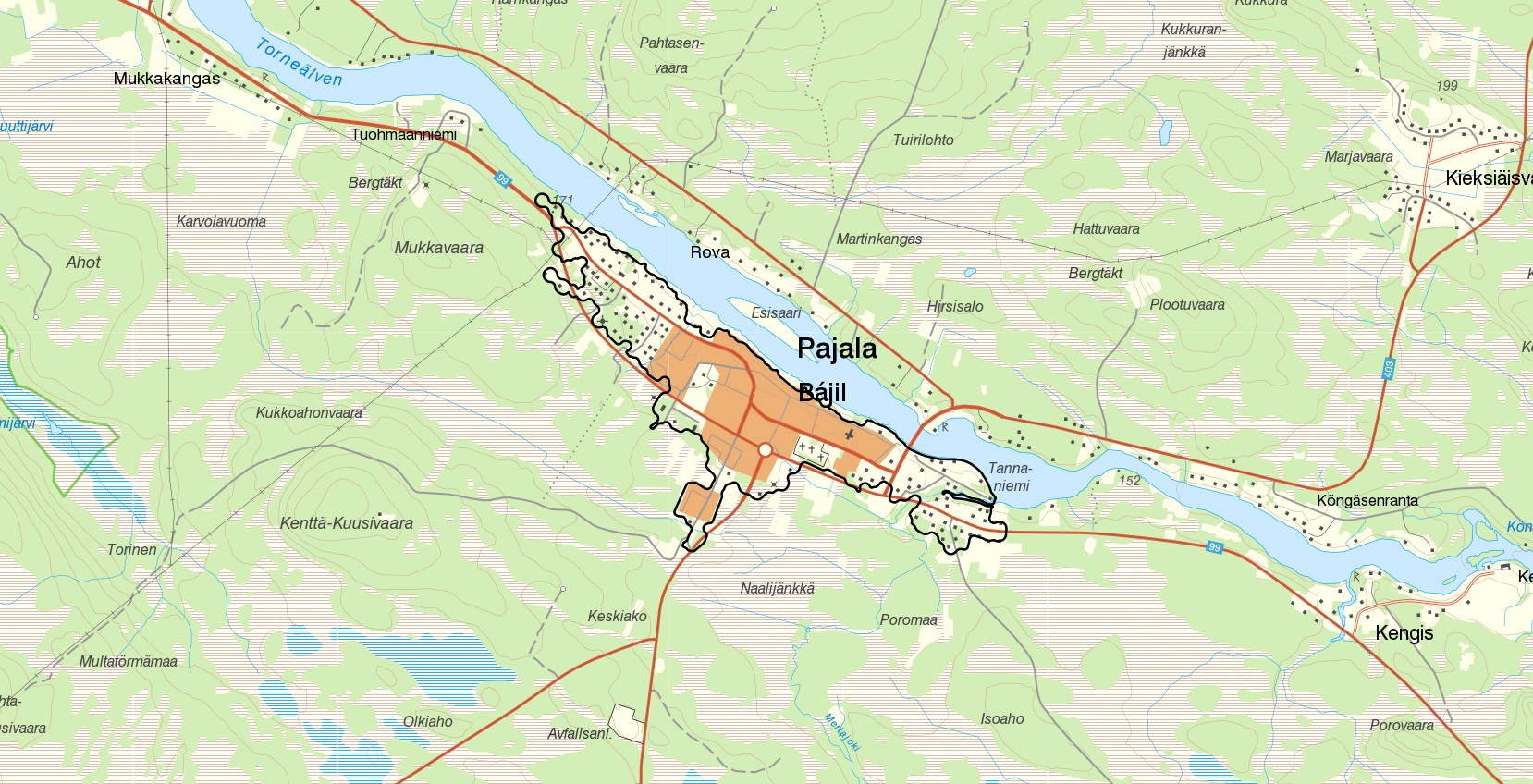
Den av Statistiska centralbyrån avgränsade tätorten Pajala, med gränserna från tätortsavgränsningen 2015.

| Befolkningsutvecklingen i Pajala 1920–2020                                                            | Befolkningsutvecklingen i Pajala 1920–2020 | Befolkningsutvecklingen i Pajala 1920–2020 | Befolkningsutvecklingen i Pajala 1920–2020 | Befolkningsutvecklingen i Pajala 1920–2020 |
| --- | ------------------------------------------ | ------------------------------------------ | ------------------------------------------ | ------------------------------------------ |
| |                                            |                                            |                                            |                                            |
| År |                                            |                                            | Folkmängd                                  | Areal (ha)                                 |
| 1920                                                                                                  | 1920                                       |                                            | 550                                        | ##                                         |
| 1940                                                                                                  | 1940                                       |                                            | 1 136                                      | ##                                         |
| 1945                                                                                                  | 1945                                       |                                            | 1 270                                      | ##                                         |
| 1950                                                                                                  | 1950                                       |                                            | 1 392                                      | ##                                         |
| 1960                                                                                                  | 1960                                       |                                            | 1 407                                      | 313                                        |
| 1965                                                                                                  | 1965                                       |                                            | 1 624                                      | 362                                        |
| 1970                                                                                                  | 1970                                       |                                            | 1 583                                      | 362                                        |
| 1975                                                                                                  | 1975                                       |                                            | 1 671                                      | 360                                        |
| 1980                                                                                                  | 1980                                       |                                            | 1 751                                      | 384                                        |
| 1990                                                                                                  | 1990                                       |                                            | 2 106                                      | 366                                        |
| 1995                                                                                                  | 1995                                       |                                            | 2 157                                      | 367                                        |
| 2000                                                                                                  | 2000                                       |                                            | 2 084                                      | 373                                        |
| 2005                                                                                                  | 2005                                       |                                            | 1 985                                      | 369                                        |
| 2010                                                                                                  | 2010                                       |                                            | 1 958                                      | 378                                        |
| 2015                                                                                                  | 2015                                       |                                            | 2 032                                      | 312                                        |
| 2020                                                                                                  | 2020                                       |                                            | 2 013                                      | 310                                        |
| Anm.: Ej befolkningsagglomeration/tätort 1930-1935. ## Som tätort/befolkningsagglomeration 1920–1950. |                                            |                                            |                                            |                                            |

## Bildgalleri

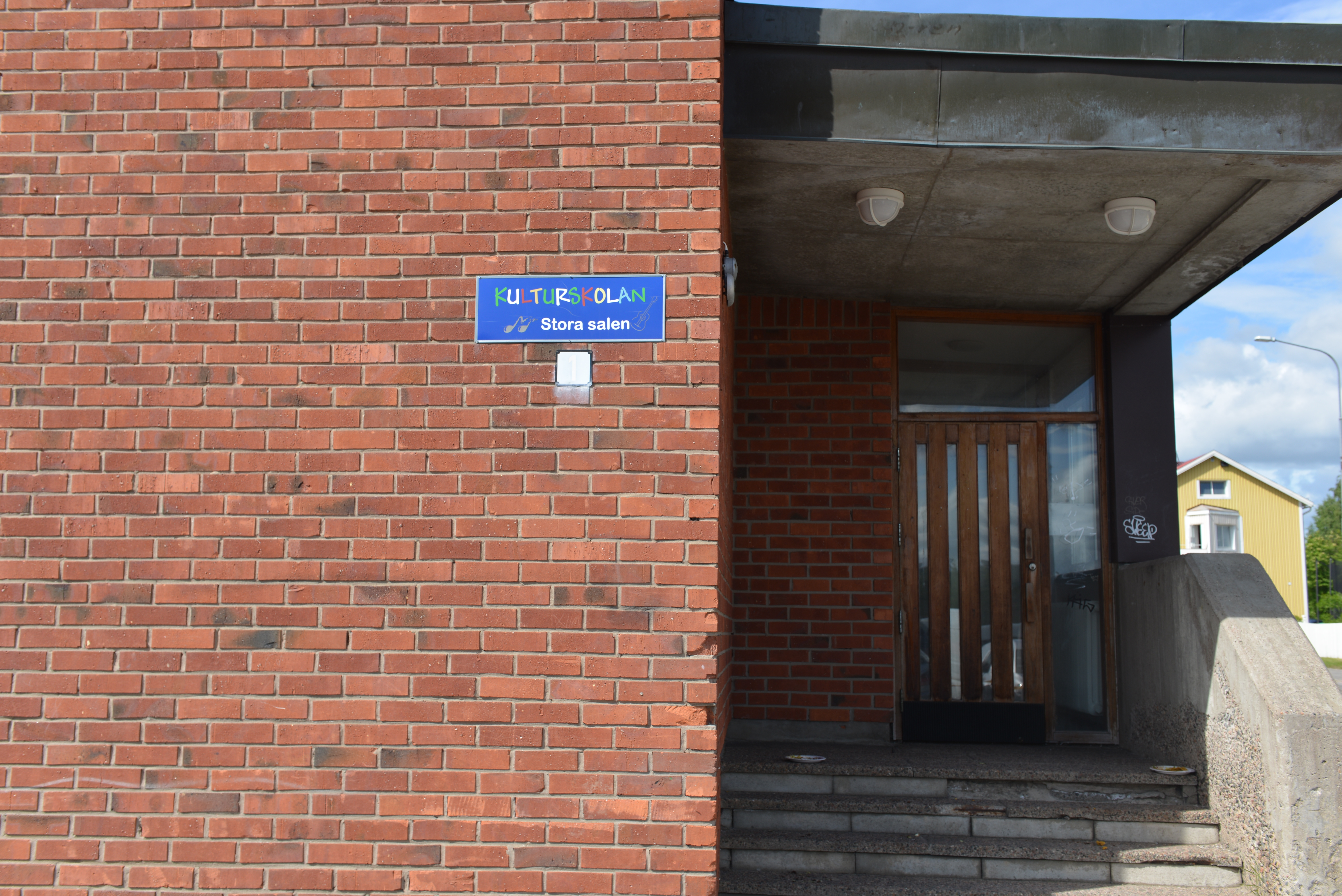
Kulturskolan i Pajala
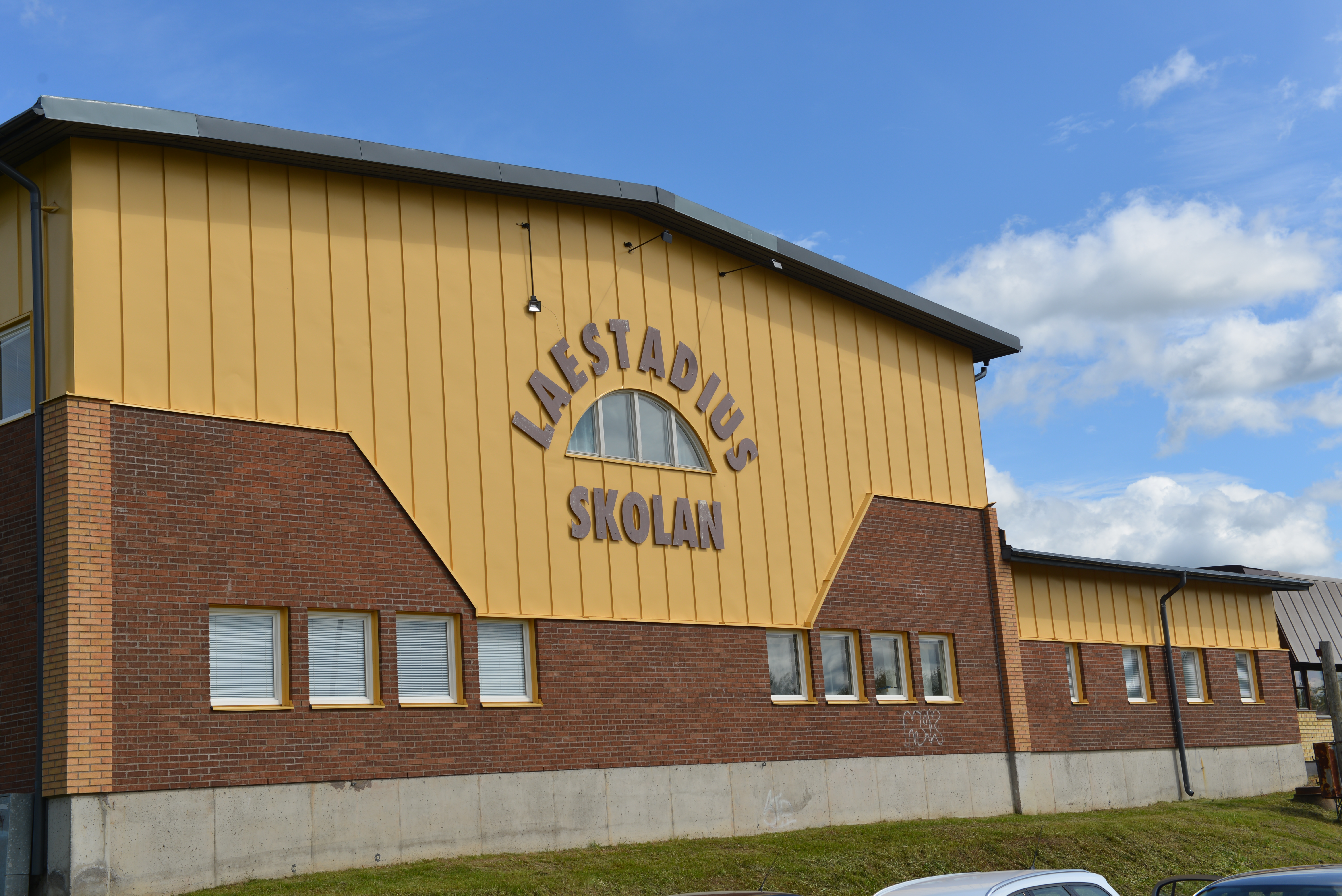
Laestadiusskolan i Pajala
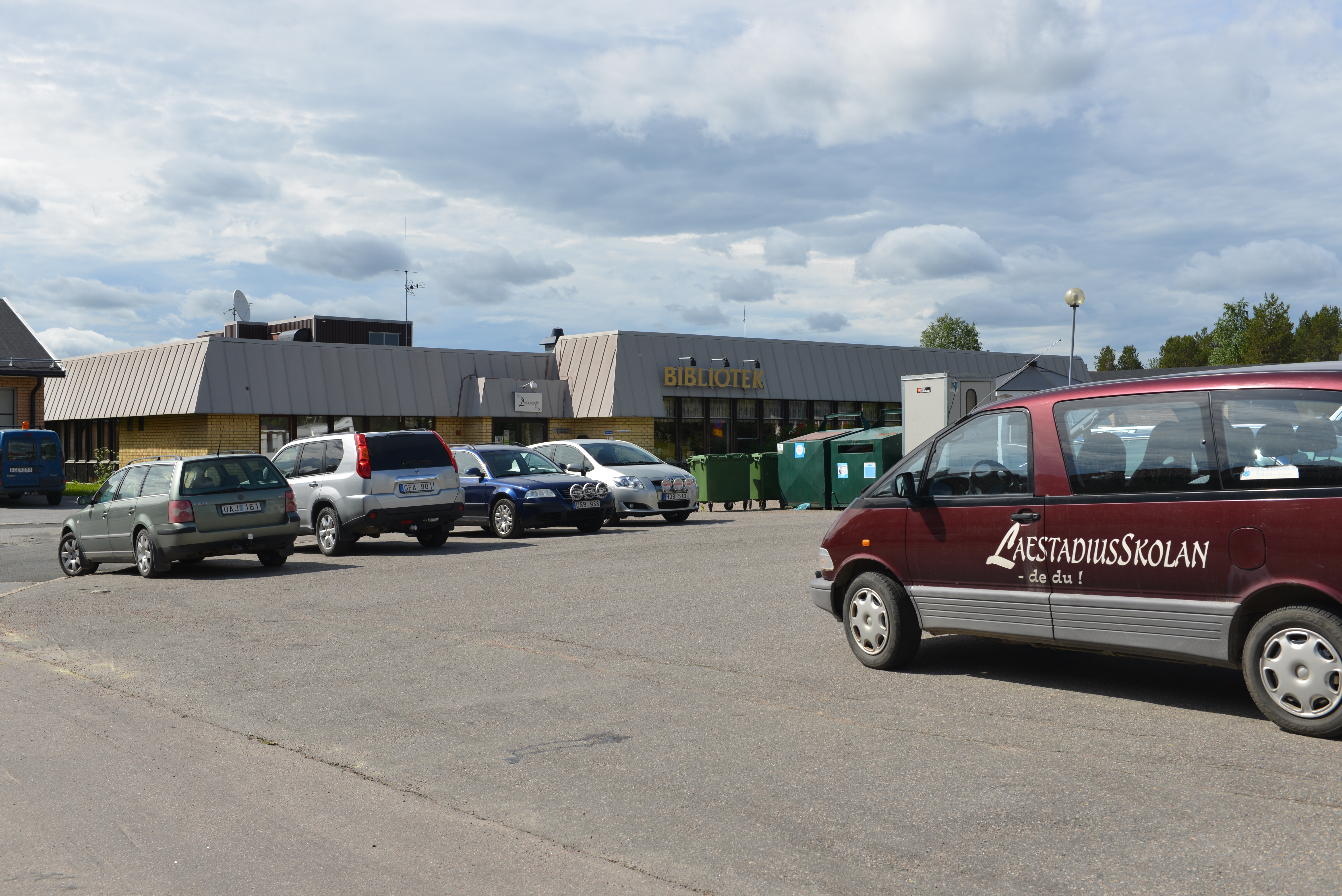
Biblioteket i Pajala
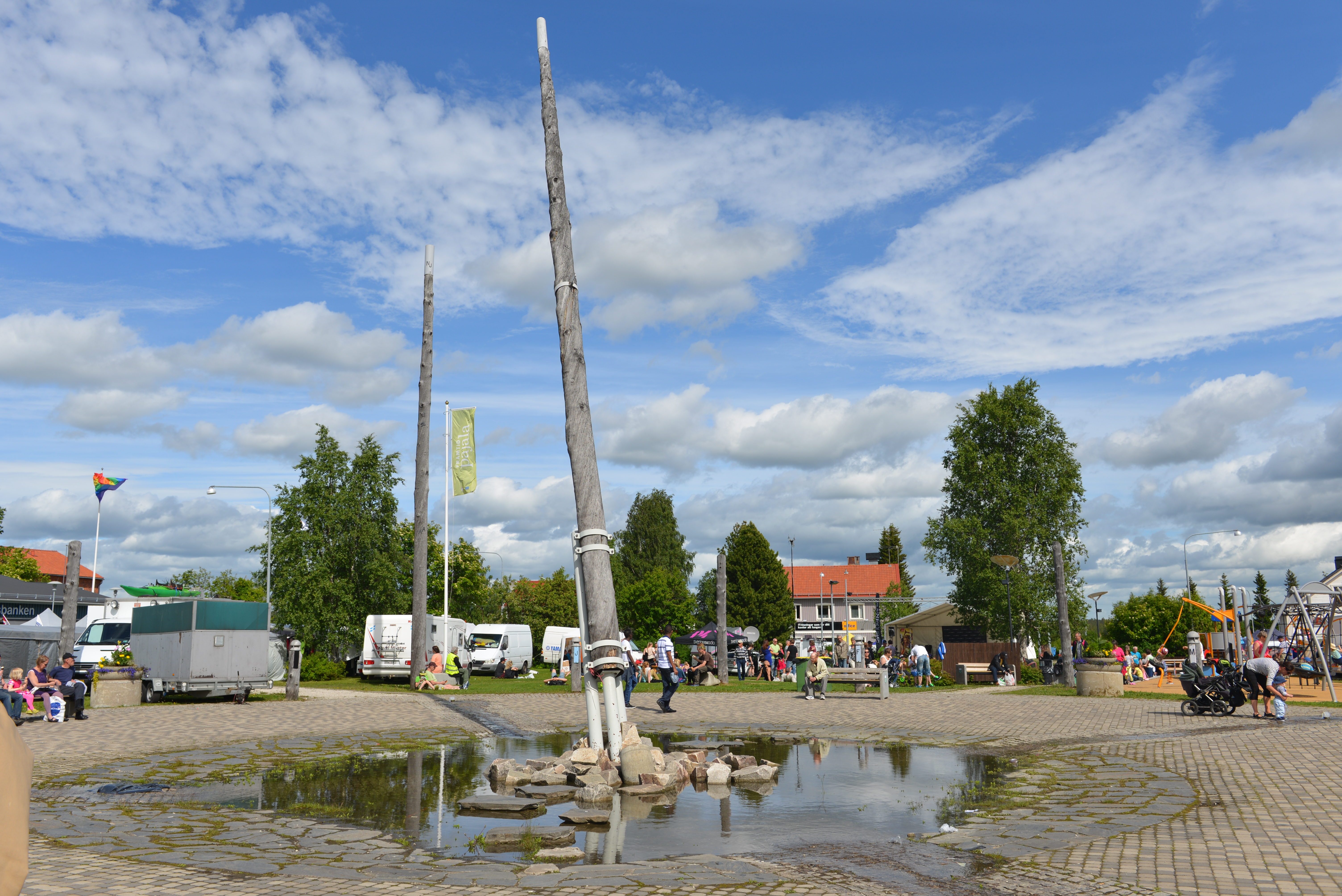
Pajala soluret
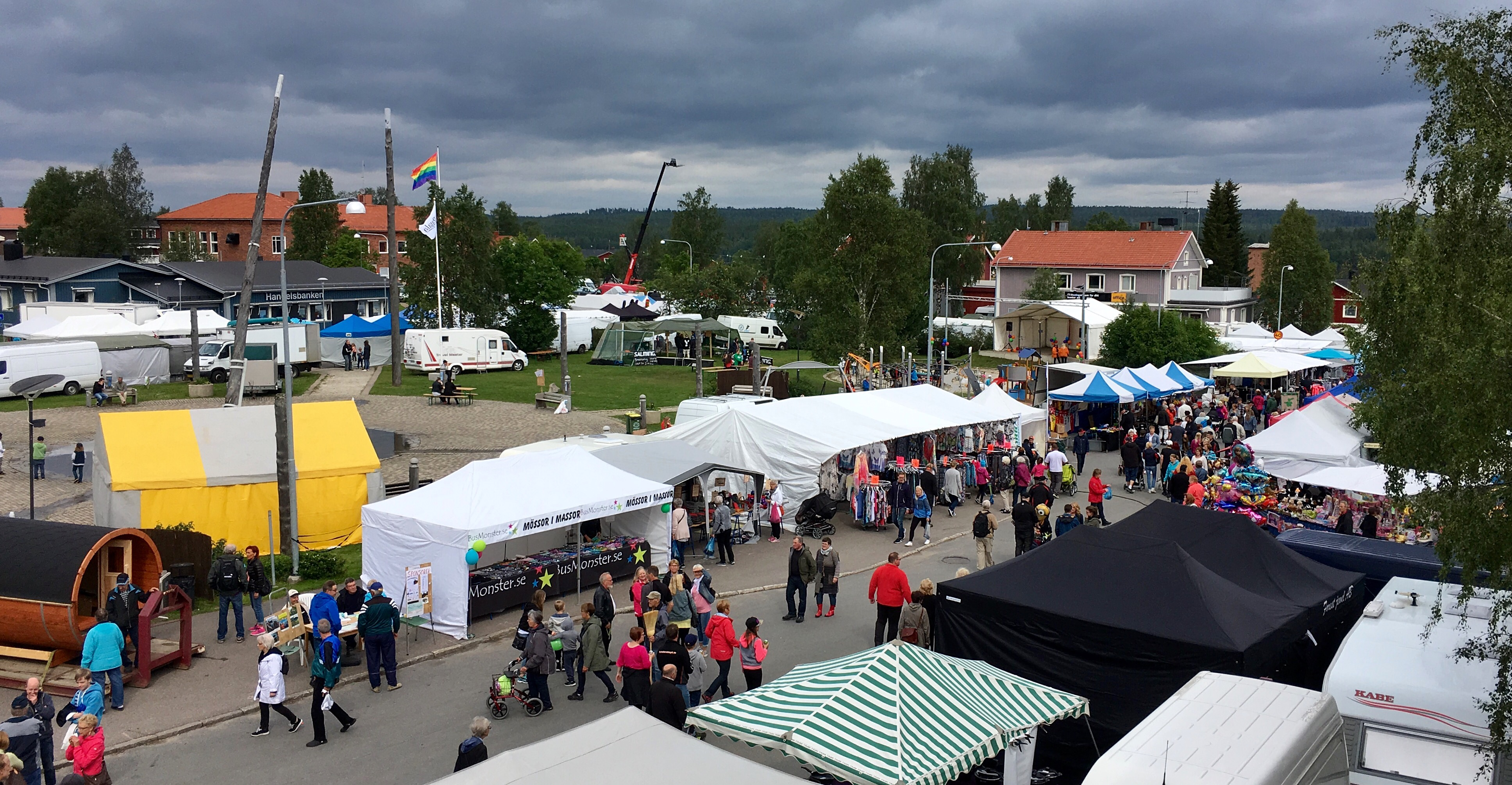
Pajala marknad 2016